# المنتجان (فلم 2005)
المنتجان (بالإنجليزية: The Producers) فيلم موسيقي-كوميدي أمريكي صدر عام 2005 من إخراج سوزان سترومان وتأليف ميل بروكس و توماس ميهان، ومستوحى من مسرحية في عام 2001 بنفس الاسم والتي بدورها مستوحاة من فيلم المنتجان في عام 1968.

## وصلات خارجية
- المنتجان على موقع IMDb (الإنجليزية)
- المنتجان على موقع ميتاكريتيك (الإنجليزية)
- المنتجان على موقع الموسوعة البريطانية (الإنجليزية)
- المنتجان على موقع روتن توميتوز (الإنجليزية)
- المنتجان على موقع نتفليكس (الإنجليزية)
- المنتجان على موقع ألو سيني (الفرنسية)
- المنتجان على موقع أول موفي (الإنجليزية)
- المنتجان على موقع بوكس أوفيس موجو (الإنجليزية)
- المنتجان على موقع فيلمافينيتي (الإسبانية)
- المنتجان على موقع قاعدة بيانات الأفلام السويدية (السويدية)